# Banco Central de Essuatíni

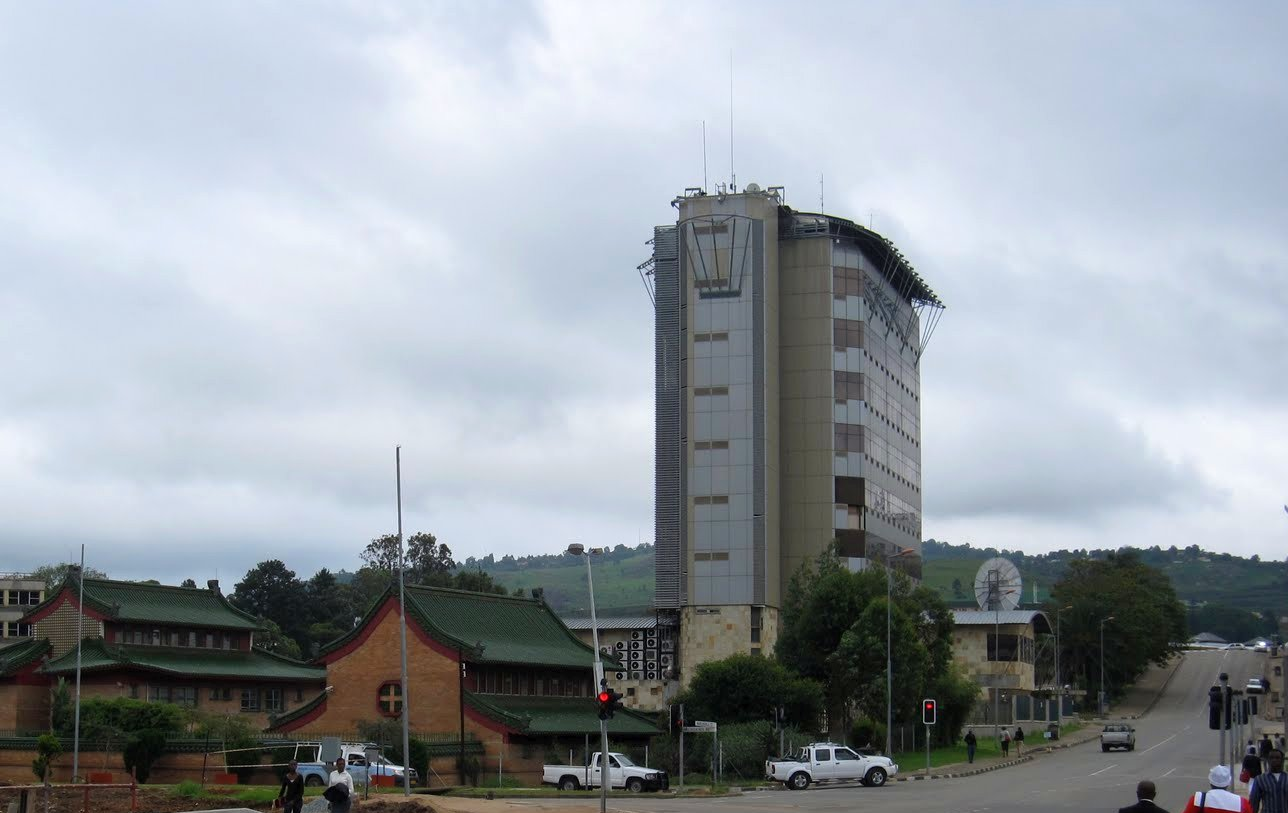
Banco Central de Essuatíni

O Banco Central de Essuatíni (Swazi: Umntsholi Wemaswati), é o banco central de Essuatíni. Foi fundado em abril de 1974 e é baseado na capital, Mebabane.
Tem como missão promover a política monetária, a estabilização cambial e um sistema financeiro sólido. O atual presidente é Majozi V. Sithole.

## Lista de bancos de Essuatíni
- Banco Suazi
- Standard Bank eSwatini
- Primeiro Banco Nacional do eSwatini
- Nedbank eSwatini
- Sociedade de construção do eSwatini